# Ananuri
Ananuri – twierdza leżąca nad rzeką Aragwi, około 66 kilometrów na północ od Tbilisi w Gruzji. Pochodzi z przełomu  XVI i XVII wieku.

## Opis
Forteca należała do książąt Aragwi, którzy panowali na tych terenach od XIII wieku. Zamek był świadkiem kilkunastu bitew. W 1739 Eristawi Szansze z Kasani podpalił Ananuri i wymordował rodzinę Eristawi z Aragwi. Cztery lata później chłopi z Aragwi zamordowali swoich panów i poprosili króla Teimuraza II z Kartlii, aby panował nad nimi. W 1746 wybuchło jednak powstanie chłopskie, które doprowadziło do sojuszu między Teimurazem a Iraklim II z Kartlii, mającego na celu pokonanie rebeliantów.
Największą wieżą fortecy Ananuri jest Szeupowari, pochodzi z XVII wieku.

Kościół Wniebowzięcia NMP w Ananuri
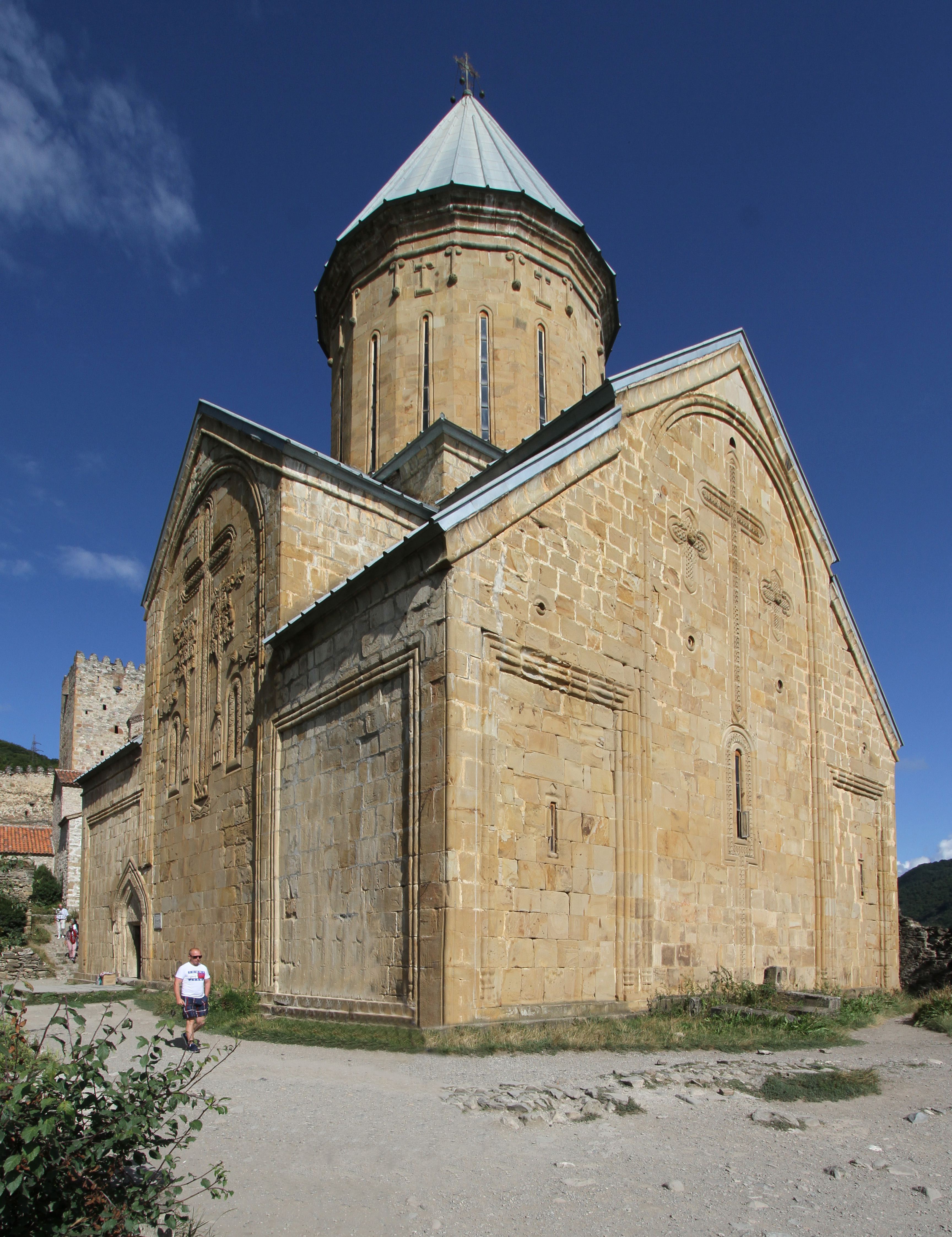
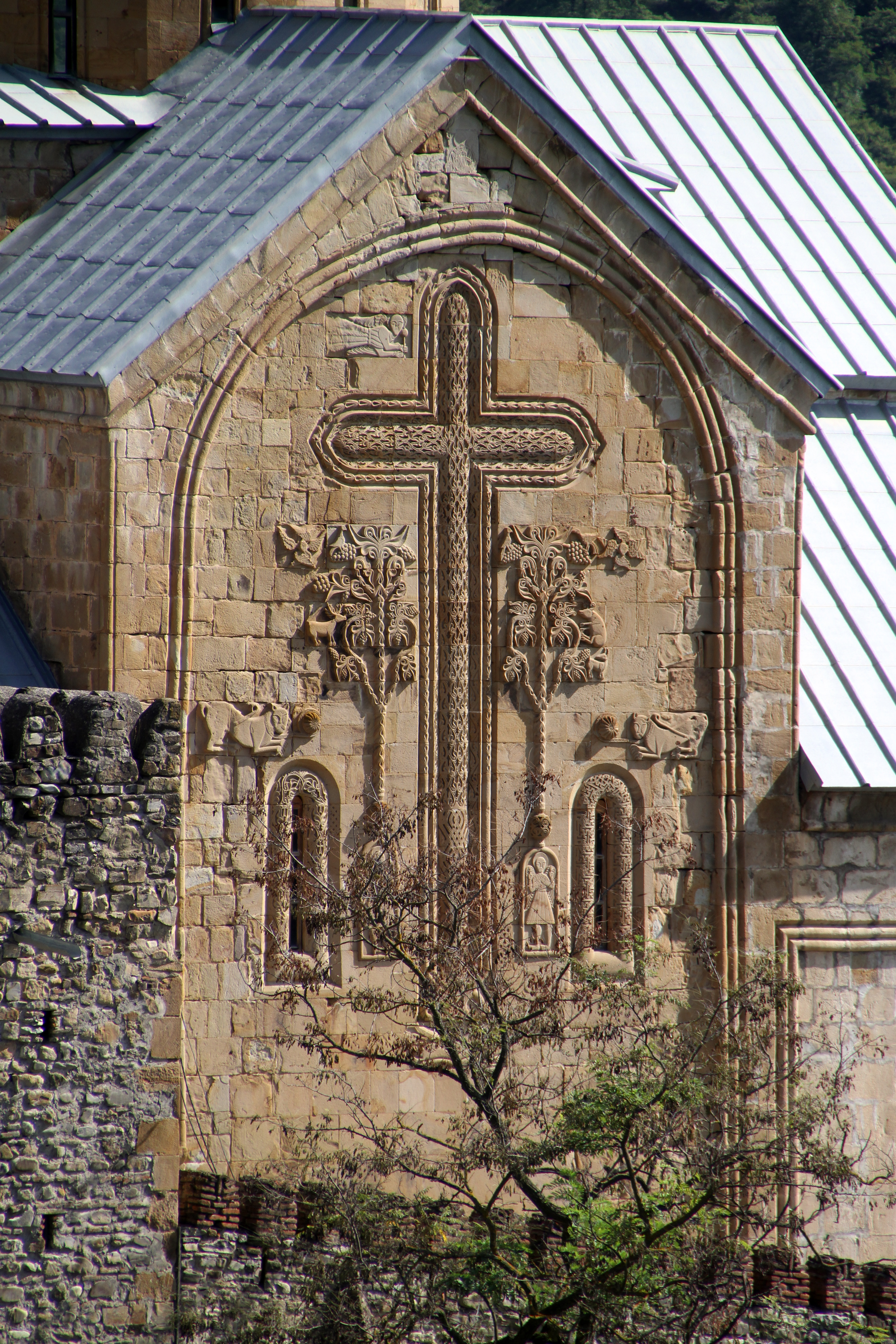
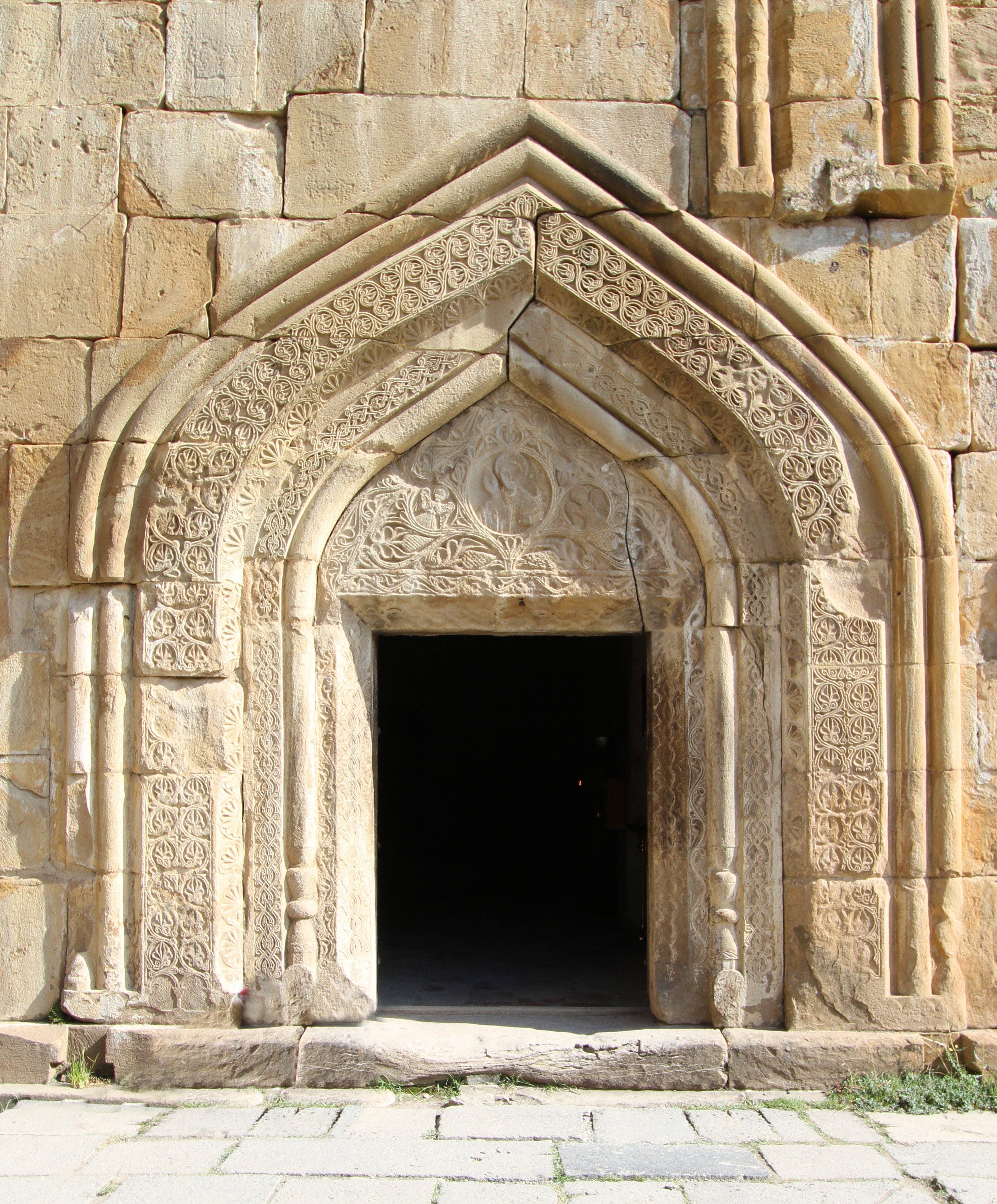
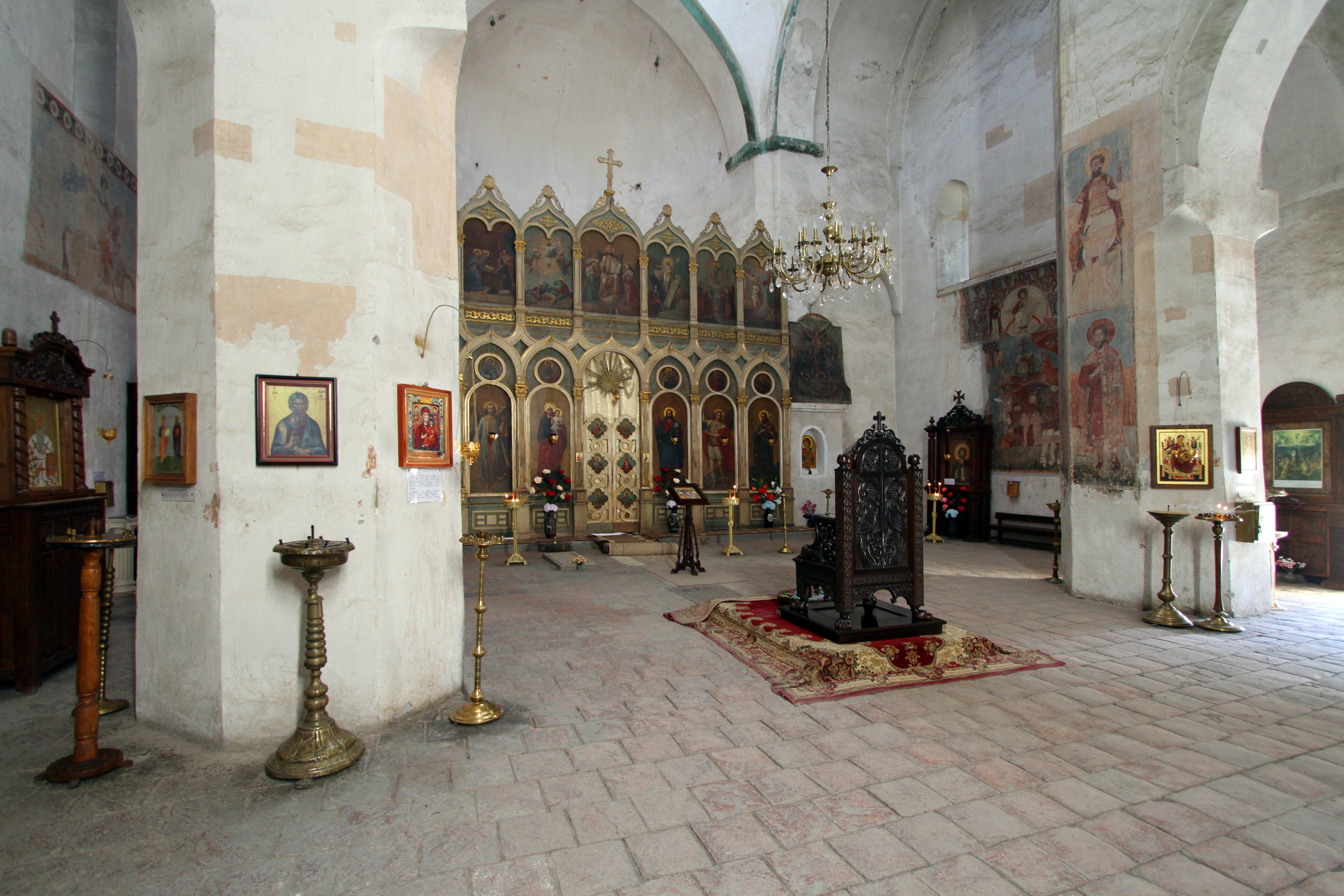
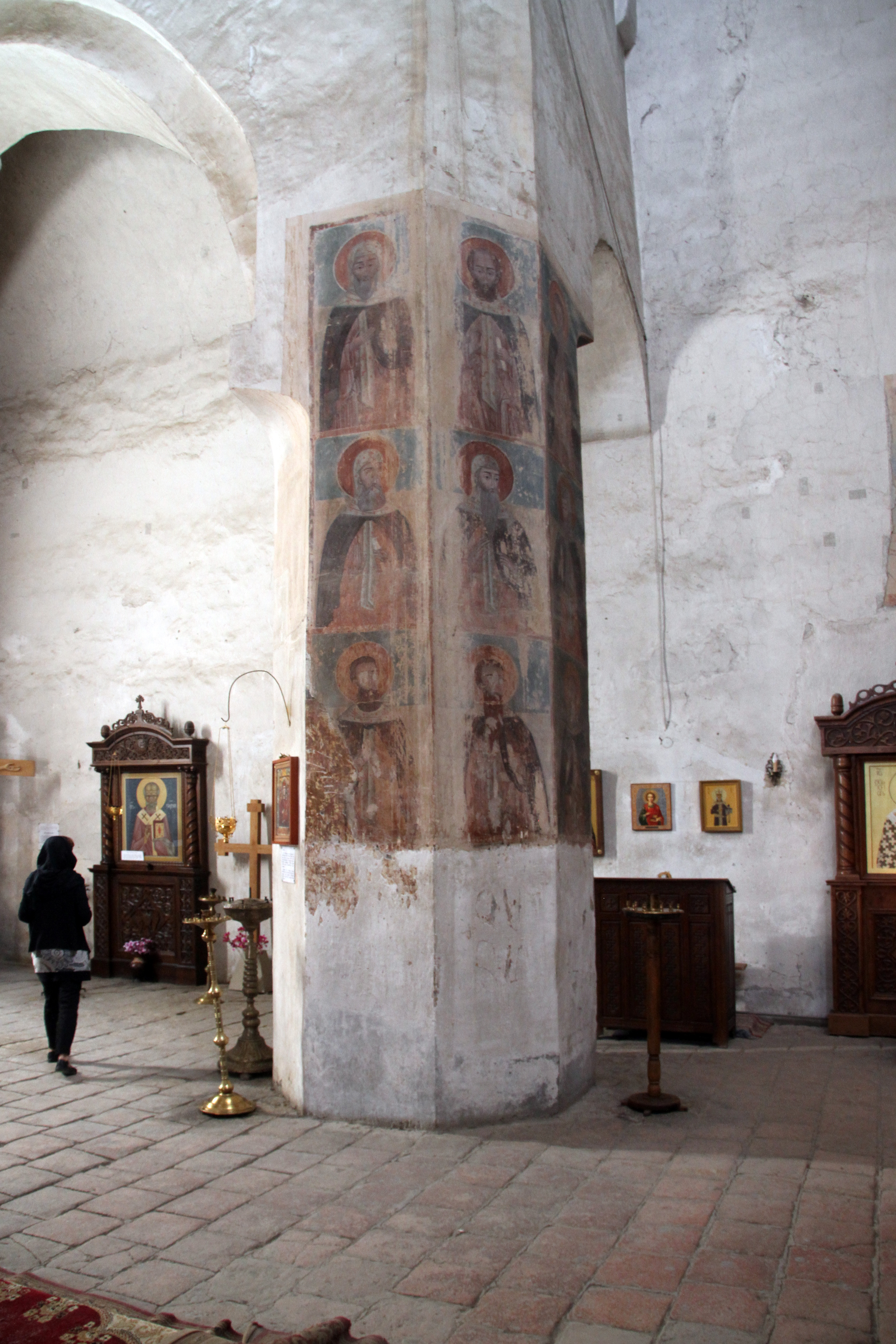

W 2007 roku twierdza została wpisana na gruzińską listę informacyjną UNESCO – listę obiektów, które Gruzja zamierza rozpatrzyć do zgłoszenia do wpisu na listę światowego dziedzictwa UNESCO. 